# تاتاروو (استان خاسکوو)
تاتاروو (به بلغاری: Tatarevo) یک منطقهٔ مسکونی در بلغارستان است که در Mineralni Bani واقع شده‌است.